# Heikki Kotka
Heikki Matias Kotka, född 1940 i Kannus i Finland,
död september 2021 i Västerås, var en sverigefinsk författare och konstnär. Kotka var sedan 1966 bosatt i Surahammar, Västmanlands län.
Heikki Kotka tilldelades 2007 Kaisa Vilhuinen-priset för sin diktsamling Ajolauta (Drivplanka). 